# Sumuepu
Sumuepu (Sumu-Epuh ou Sumu-Epuḫ; r. ca. 1810 – c. 1 780 a.C. segundo a cronologia média) é o primeiro rei atestado de Iamade (Halabe). Ele fundou a dinastia de Iamade que controlou o norte da Síria durante os séculos XVIII e XVII a.C..

## Vida

### Início do reinado
Embora as origens ou o modo como ascendeu ao trono são desconhecidas, Sumuepu é considerado o primeiro rei de Iamade, e seu reino incluiu Alalaque e Tuba. Ele entrou para o registro histórico quando foi mencionado por Iadum-Lim de Mari como um dos líderes que lutaram contra ele. Iadum-Lim foi um governante ambicioso que realizou campanhas no norte e afirmou ter chego o Mediterrâneo, apesar de ter uma aliança com Iamade para opôr-se à Assíria.
Estas campanhas levaram Sumuepu a apoiar as tribos iaminitas centradas em Tutul contra o rei mariota, que se saiu vitorioso. Apesar disso, a guerra aberta com Iamade foi evitada, com o rei mariota ocupando-se com sua rivalidade com o rei assírio Sansiadade I. A guerra terminou numa derrota para Mari, e Iadum-Lim foi assassinado cerca de 1 798 a.C. por seu possível filho Sumu-Iamã, que também seria assassinado dois anos após ascender ao trono enquanto Sansiadade avançou e anexou Mari.

### Guerra contra a Assíria e sucessão

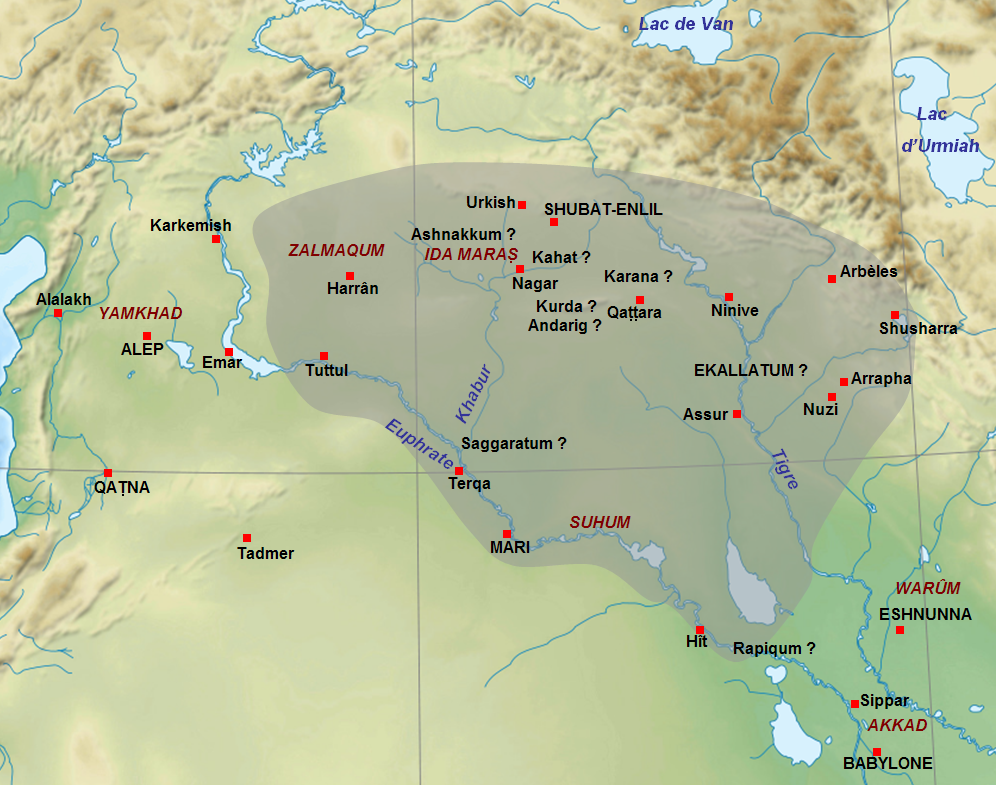
Antigo Império Assírio sob

Sumuepu, auxiliado por Hassum, atacou um reino em Zalmacum (um região pantanosa entre o Eufrates e o Balique inferior). Hassum, contudo, quebraria mais tarde a aliança e uniria-se a Sansiadade, que cercou Iamade por alianças com a cidade de Ursu e o rei Aplacanda de Carquemis no norte e ao conquistar Mari no leste (após a morte de Iadum-Lim) em ca. 1 796 a.C., onde instalou seu filho Iasma-Adade no trono. Sansiadade então concluiu uma aliança com Catna, um rival de Iamade ao sul, ao casar seu filho Iasma-Adade com a princesa Beltum, a filha de Isiadade de Catna.
Sumuepu recebeu Zinrilim, o herdeiro de Mari que fugiu para Iamade, na esperança de poder usá-lo algum dia já que, aos olhos do povo de Mari, ele era o rei legítimo. A coalizão de Sansiadade atacou Halabe, mas falhou em tomar a cidade, permitindo a Sumuepu aliar-se com as tribos dos suteanos e turuceanos, que atacaram o rei assírio pelo leste e sul. Ele também desse fracasso para conquistar a fortaleza assíria de Dur-Sansiadade e renomeou-a Dur-Sumuepu. Sumuepu aparentemente foi morto em ca. 1 780 a.C. durante sua guerra com Sansiadade e foi sucedido por Iarinlim I, seu filho com a rainha Sumuna-Abi.